# Edward Pleydell-Bouverie

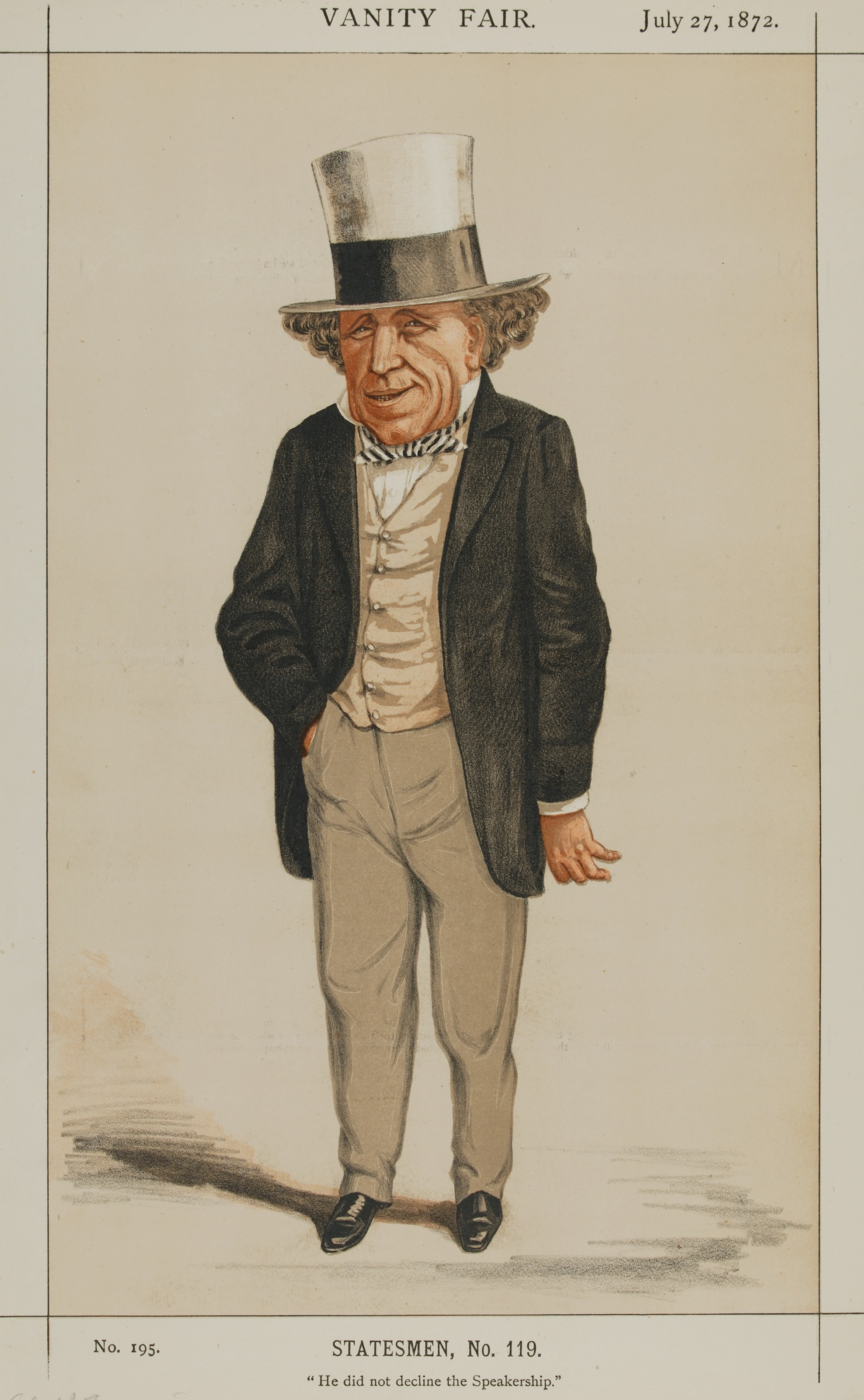
Edward Pleydell-Bouverie in einer Karikatur in der Zeitschrift Vanity Fair vom 27. Juli 1872

Edward Pleydell-Bouverie (* 26. April 1818; † 16. Dezember 1889) war ein britischer Rechtsanwalt und Politiker der Whigs sowie zuletzt der Liberal Party, der zwischen 1844 und 1874 den Wahlkreis Kilmarnock Burghs als Mitglied des House of Commons vertrat sowie 1855 kurzzeitig das Amt des Paymaster General bekleidete.

## Leben

### Familiäre Herkunft, Studium und Rechtsanwalt
Pleydell-Bouverie war das dritte von vier Kindern und der zweite Sohn von William Pleydell-Bouverie, 3. Earl of Radnor und dessen zweiter Ehefrau Judith Anne St. John-Mildmay. Sein älterer Bruder Jacob Pleydell-Bouverie erbte nach dem Tod des Vaters den Titel als 4. Earl of Radnor.
Er selbst begann nach dem Besuch der renommierten Harrow School ein Studium am Trinity College der University of Cambridge, das er 1838 mit einem Master of Arts (M.A.) abschloss. Nachdem er zwischen Januar und Juni 1840 Redenschreiber von Außenminister Henry Temple, 3. Viscount Palmerston war, absolvierte er ein postgraduales Studium der Rechtswissenschaften. Nach der anwaltlichen Zulassung bei der Rechtsanwaltskammer (Inns of Court von Inner Temple nahm er am 27. Januar 1843 eine Tätigkeit als Barrister auf.

### Unterhausabgeordneter, Paymaster General und Wohlfahrtsminister
Seine politische Laufbahn begann Pleydell-Bouverie, als er am 29. Mai 1844 als Kandidat der Whigs erstmals zum Mitglied des House of Commons gewählt wurde und in diesem bis zum 31. Januar 1874 den Wahlkreis Kilmarnock Burghs vertrat. 1850 übernahm er sein erstes Regierungsamt in der Regierung von Premierminister John Russell und fungierte bis zum 23. Februar 1852 als Unterstaatssekretär im Innenministerium (Home Office).
Er war von 1853 bis 1855 als Chair of Committees of Whole House Vorsitzender des Ausschusses der Ausschussvorsitzenden des Parlaments sowie Vorsitzender des einflussreichen Ausschusses für Wege und Mittel (Chairmen of Ways and Means), ehe er im März 1855 im ersten Kabinett von Premierminister Henry Temple, 3. Viscount Palmerston, für einige Zeit sowohl Generalzahlmeister (Paymaster General) als auch Schatzmeister der Marine (Treasurer of the Navy) und Vize-Minister für Handel (Vice-President of the Board of Trade) war. Er war ferner Mitglied des Privy Council sowie Fellow der Royal Society. Im Anschluss übernahm er im Rahmen einer Kabinettsumbildung im August 1855 Nachfolger von Matthew Talbot Baines das Amt des Ministers für Wohlfahrt (President of the Poor Law Board) wurde, das sich mit der Umsetzung des 1834 verabschiedeten Armengesetzes (Poor Law) befasste. 
Pleydell-Bouverie fungierte ferner zwischen 1860 und 1865 als Vize-Kommissar für den Grundbesitz der Krone (2nd Crown Estates Commissioner) und zuletzt 1882 als High Sheriff der Grafschaft Wiltshire.
Aus seiner am 1. November 1842 geschlossenen Ehe mit Elizabeth Anne Balfour, einer Tochter von General Robert Balfour, 6. of Balbirnie, gingen drei Töchter und zwei Söhne hervor.